# Grónská reforma pravopisu v roce 1973
V roce 1973 byla provedena reforma grónského pravopisu, která nahradila Kleinschmidtův pravopis dnes používaným pravopisem.

## Historie grónského pravopisu
Eskymácko-aleutské jazyky obvykle neměly písmo a předávaly se pouze ústně. První psané texty se objevily až s křesťanskými misionáři v Grónsku. Hans Egede byl prvním, kdo v roce 1750 napsal grónský slovník. Jeho syn Poul Egede přeložil v roce 1766 do grónštiny Nový zákon. Egede používal latinku, jak byl zvyklý v Evropě. V roce 1794 napsal Otto Fabricius novou verzi Nového zákona. Jeho pravopis se od Egedeho lišil. V roce 1822 vydal Johann Konrad Kleinschmidt třetí verzi biblického textu - opět s odlišným pravopisem. Rostla touha po jednotném pravopisu, kterou nakonec vyslyšel Samuel Kleinschmidt, syn předchozího. Chtěl vytvořit fonematický pravopis. V roce 1851 zavedl pravopisný systém založený na pěti samohláskách a diakritických znaménkách pro označení délky samohlásek a souhlásek. Kromě toho abeceda obsahovala písmeno kra, které se v běžné latince nevyskytuje. Tento Kleinschmidtův pravopis se udržel více než 100 let, než byl systém v roce 1973 zjednodušen. Zde bylo kra, které bylo nahrazeno q, vypuštěno, stejně jako diakritika, aby byl pravopis co nejjednodušší na standardní klávesnici.
Reformu připravoval jazykový a pravopisný výbor Grónské zemské rady, kde jako poradce působili eskymologové Robert Petersen a Miilu Lars Lund.

## Kleinschmidtův pravopis
Jednotný pravopis zavedený Kleinschmidtem obsahoval následující písmena:
| Majuskula | A | Á | Â | Ã | B | C | D | E | Ê | F | G | H | I | Í | Î | Ĩ | J | K | L | M | N | O | Ô | P | K‘ | R | S | T | U | Ú | Û | Ũ | V | W | X | Y | Z | Æ | Ø | Å |
| Minuskula | a | á | â | ã | b | c | d | e | ê | f | g | h | i | í | î | ĩ | j | k | l | m | n | o | ô | p | ĸ  | r | s | t | u | ú | û | ũ | v | w | x | y | z | æ | ø | å |

Velký počet písmen se objevoval pouze v převážně dánských přejatých slovech. Kromě toho existovaly i složité souhláskové kombinace, které však v žádném případě nebyly fonémové.

## Nový pravopis
Při reformě písma v roce 1973 bylo mnoho písmen vypuštěno. Zůstala tato:
| Majuskula | A | B | C | D | E | F | G | H | I | J | K | L | M | N | O | P | Q | R | S | T | U | V | X | Y | Z | Æ | Ø | Å |
| Minuskula | a | b | c | d | e | f | g | h | i | j | k | l | m | n | o | p | q | r | s | t | u | v | x | y | z | æ | ø | å |

Písmena zde uvedená kurzívou se stále objevují pouze v přejatých slovech.